# Василёво (Бакшеевское сельское поселение)
Василёво — деревня в Костромском районе Костромской области. Входит в состав Бакшеевского сельского поселения.

## География
Находится в юго-западной части Костромской области на расстоянии приблизительно 13 км на запад-юго-запад по прямой от старой железнодорожной станции Кострома в правобережной части района.

## История
В 1830 году упоминалась как владение князя И. И. Шаховского. В 1872 году здесь было учтено 18 дворов, в 1907 году здесь отмечено было 25 дворов.

## Население
Постоянное население составляло 104 человека (1872 год), 138 (1897), 145 (1907), 34 в 2002 году (русские 100 %), 51 в 2022.